# Dominic Ball
Dominic Ball, né le 2 août 1995 à Welwyn Garden City (Angleterre), est un footballeur anglais, qui évolue au poste de défenseur.

## Biographie

### En club
En 12 août 2016, il rejoint le club de Rotherham United.
Le 18 juillet 2018, il est prêté à l'équipe écossaise d'Aberdeen. 
Le 1er juin 2022, il rejoint Ipswich Town.

### En équipe nationale
Il joue dans les équipes nationales de jeunes nord-irlandaises et anglaises. Il inscrit sept buts avec les sélections nord-irlandaises.

## Palmarès

### En club
- Rangers FC
  - Champion d'Écosse de deuxième division en 2016
  - Vainqueur de la Scottish Challenge Cup en 2016

- Aberdeen
  - Finaliste de la Coupe de la Ligue écossaise en 2018

- Ipswich Town
  - Vice-champion de Football League One (D3) en 2022-23
  - Vice-champion de Championship (D2) en 2024.